# Open FFB de snooker 2012
L'Open FFB 2012 est un tournoi de snooker classé mineur, qui s'est déroulé du 6 au 8 janvier 2012 à l'Event Forum de Fürstenfeldbruck, en Allemagne. Il est sponsorisé par la société Arcaden. Les qualifications et les trois premiers tours se sont tenus à la World Snooker Academy de Sheffield du 15 au 16 novembre 2011.

## Déroulement
Il s'agit de la douzième épreuve du championnat européen des joueurs, une série de tournois disputés en Angleterre (7 épreuves) et en Europe (5 épreuves), lors desquels les joueurs doivent accumuler des points afin de se qualifier pour la grande finale à Galway.
L'événement compte un total de 128 participants dans le tableau final. Le vainqueur remporte une prime de 10 000 €.
Le tournoi est remporté par Stephen Maguire devant Joe Perry par 4 manches à 2 en finale,. Maguire a notamment éliminé son compatriote Stephen Hendry en demi-finales. Cette victoire confirme sa participation à la grande finale.
Le tournoi a été marqué par la réalisation de deux breaks de 147 points lors des qualifications, de la part de Matthew Stevens et de Ding Junhui. Il s'agit du troisième tournoi consécutif du circuit européen dans lequel deux breaks maximums sont réalisés.

## Dotation
La répartition des prix est la suivante :
- Vainqueur : 10 000 €
- Finaliste : 5 000 €
- Demi-finaliste : 2 500 €
- Quart de finaliste : 1 500 €
- 8èmes de finale : 1 000 €
- 16èmes de finale : 600 €
- Deuxième tour : 200 €
- Dotation totale : 50 000 €

## Phases finales
|  | Quarts de finale au meilleur des 7 manches | Quarts de finale au meilleur des 7 manches | Quarts de finale au meilleur des 7 manches |                 |                | Demi-finales au meilleur des 7 manches | Demi-finales au meilleur des 7 manches | Demi-finales au meilleur des 7 manches |  |  | Finale au meilleur des 7 manches | Finale au meilleur des 7 manches | Finale au meilleur des 7 manches |
|  |                                            |                                            |                                            |                 |                |                                        |                                        |                                        |  |  |                                  |                                  |                                  |
|  |                                            | Mark Allen                                 | 3                                          |                 |                |                                        |                                        |                                        |  |  |                                  |                                  |                                  |
|  |                                            | Martin Gould                               | 4                                          |                 |                |                                        |                                        |                                        |  |  |                                  |                                  |                                  |
|  |                                            | Martin Gould                               | 4                                          |                 | Martin Gould   | 0                                      |                                        |                                        |  |  |                                  |                                  |                                  |
|  |                                            |                                            |                                            |                 | Martin Gould   | 0                                      |                                        |                                        |  |  |                                  |                                  |                                  |
|  |                                            |                                            | Joe Perry                                  | 4               |                |                                        |                                        |                                        |  |  |                                  |                                  |                                  |
|  |                                            | Ricky Walden                               | Joe Perry                                  | 4               | 1              |                                        |                                        |                                        |  |  |                                  |                                  |                                  |
|  |                                            | Ricky Walden                               |                                            |                 | 1              |                                        |                                        |                                        |  |  |                                  |                                  |                                  |
|  |                                            | Joe Perry                                  | 4                                          |                 |                |                                        |                                        |                                        |  |  |                                  |                                  |                                  |
|  |                                            |                                            |                                            |                 |                |                                        |                                        |                                        |  |  |                                  | Joe Perry                        | 2                                |
|  |                                            |                                            |                                            | Stephen Maguire | 4              |                                        |                                        |                                        |  |  |                                  |                                  |                                  |
|  |                                            | Michael Holt                               | 3                                          |                 |                |                                        |                                        |                                        |  |  |                                  |                                  |                                  |
|  |                                            | Stephen Hendry                             | 4                                          |                 |                |                                        |                                        |                                        |  |  |                                  |                                  |                                  |
|  |                                            | Stephen Hendry                             | 4                                          |                 | Stephen Hendry | 3                                      |                                        |                                        |  |  |                                  |                                  |                                  |
|  |                                            |                                            |                                            |                 | Stephen Hendry | 3                                      |                                        |                                        |  |  |                                  |                                  |                                  |
|  |                                            |                                            | Stephen Maguire                            | 4               |                |                                        |                                        |                                        |  |  |                                  |                                  |                                  |
|  |                                            | Stephen Maguire                            | Stephen Maguire                            | 4               | 4              |                                        |                                        |                                        |  |  |                                  |                                  |                                  |
|  |                                            | Stephen Maguire                            |                                            |                 | 4              |                                        |                                        |                                        |  |  |                                  |                                  |                                  |
|  |                                            | Andrew Higginson                           | 0                                          |                 |                |                                        |                                        |                                        |  |  |                                  |                                  |                                  |

## Finale
| Finale au meilleur des 7 manches Arbitre : Theo Selbertinger |                          |                        |
| Joe Perry Angleterre                                         | 2 - 4 ( - )              | Stephen Maguire Écosse |
| 0 75                                                         | Centuries Meilleur break | 1 105                  |
| Stephen Maguire remporte l'Open FFB 2012                     |                          |                        |